# Air-France-Flug 7775
Auf dem Air-France-Flug 7775 (Flugnummer: AF7775) verunglückte am 25. Januar 2007 eine Fokker 100 der Régional Compagnie Aérienne Européenne, die einen Regionalflug zum Flughafen Paris Charles de Gaulle durchführen sollte, beim Startlauf auf dem Flughafen Pau-Pyrenäen bei winterlichen Bedingungen. Dabei wurde ein Mensch am Boden getötet.

## Flugzeug
Die verunglückte Maschine war eine Fokker 100 mit der Seriennummer 11362, die am 15. Oktober 1991 ihren Erstflug absolviert hatte. Die Maschine wurde im Dezember 1991 an TAT European Airlines übergeben; nach einer Fusion war sie ab Oktober 2001 auf Air Liberté zugelassen. Von 1992 bis 1996 sowie 2001 bis 2005 war die Fokker an die Compagnie Corse Mediterranée verleast. Im Juli 2005 kaufte Régional Compagnie Aérienne Européenne die Fokker und betrieb sie seitdem im Namen der Air France.

## Unfallhergang
Am Unfalltag hatte die Maschine bereits einen Flug aus Paris Charles de Gaulle durchgeführt und war um 10:37 Uhr in Pau gelandet. Für den Rückflug auf der gleichen Strecke waren 50 Passagiere sowie 4 Besatzungsmitglieder zugestiegen. Die Maschine hatte um 11:25 Uhr eine Freigabe für einen Start von Bahn 13 erhalten. Eine Minute später bemerkte die Besatzung beim Startlauf Vögel im Bereich der Startbahn. Acht Sekunden später hob die Maschine ab.
Nach dem Abheben neigte sich die Maschine zunächst um 35 Grad nach links, dann um 67 Grad nach rechts und wieder um 59 Grad nach links. Die Maschine fiel durch die Flugmanöver aus einer Flughöhe von 32 Metern wieder auf die Startbahn herab und sprang beim Aufsetzen auf dieser wieder auf. Bei einer Geschwindigkeit von 160 Knoten (300 km/h) entschied der Kapitän, den Start abzubrechen. Die Maschine setzte erneut auf. Die Maschine rollte 300 Meter über die Landebahn hinaus, durchbrach die Flughafenumzäunung und kreuzte eine dahinter liegende Landstraße. Das linke Hauptfahrwerk riss das Führerhaus eines Volvo-LKW auf, der Fahrer wurde dabei getötet. Die Maschine rutschte anschließend über ein Feld, wobei beide Hauptfahrwerke abgerissen wurden.
Die Maschine wurde bei dem Vorfall so schwer beschädigt, dass sie als Totalverlust abgeschrieben wurde. An dem Volvo-LKW entstand ebenfalls Totalschaden.

## Unfallursache
Unfallursachen waren Raureif auf den Tragflächen und ein zu starkes Rotieren: In der guten Absicht, einen Zwischenfall durch Vogelschlag zu vermeiden, hatte der Pilot die Fokker in einem steileren Anstellwinkel hochgezogen. Dabei unterschätzte er die atmosphärischen Bedingungen. Es hatte sich Raureif auf den Tragflächen gebildet, wodurch der Winkel, bei dem ein Abheben ohne Strömungsabriss möglich gewesen wäre, kleiner war als ohne Vereisung. Vor dem Start war keine Flugzeugenteisung durchgeführt worden.

## Ähnliche Zwischenfälle
- Air-Florida-Flug 90
- Continental-Airlines-Flug 1713
- Turkish-Airlines-Flug 301
- Palair-Macedonian-Airways-Flug 301